# Viaticum
Viaticum (latinsky to, co se bere na cestu) je v římskokatolické církvi označení pro eucharistii podávanou umírajícímu, často, ale nikoli nezbytně ve spojení se svátostí pomazání nemocných a svátostí smíření.
Pokud není udílení viatika spojeno se slavením mše svaté a dovolují-li to okolnosti, předcházejí jí zvláštní modlitby a biblická čtení po vzoru mešního řádu, zvláště se doporučuje obnova křestního vyznání.  Viaticum se k nemocnému přináší ve zvláštní nádobce, označované jako pyxida.
Přijetí eucharistie v nebezpečí smrti je povinností pro všechny věřící, kteří mají možnost a právo ji přijmout (nepřestávají však platit obvyklé překážky, např. nesvátostné manželství). Některé předpisy, týkající se eucharistie, jsou v případě viatika uvolněny, např. eucharistický půst nebo omezení frekvence přijímání (viaticum je možné přijmout, i když komunikant téhož dne přijímal už dvakrát, což jinak církevní předpisy zakazují).
Neuděluje se osobám, které jsou v bezvědomí nebo jimž duševní stav neumožňuje pociťovat dostatečnou eucharistickou úctu, neuděluje se také tehdy, kdy je nebezpečí znesvěcení, např. že bude vyzvracena.
Praxe uchovávání eucharistie pro nepřítomné a nemocné byla známa již v prvotní církvi, zmiňuje se o ní sv. Justin Mučedník (První apologie, kap. 65, o umírajících se tu však výslovně nehovoří). Tradice udílení viatika může souviset pohanským zvykem vkládat do úst zemřelých minci, tzv. Cháronův peníz, který se v dřívější latině také někdy označuje jako viaticum. 